# Ebony Thomas

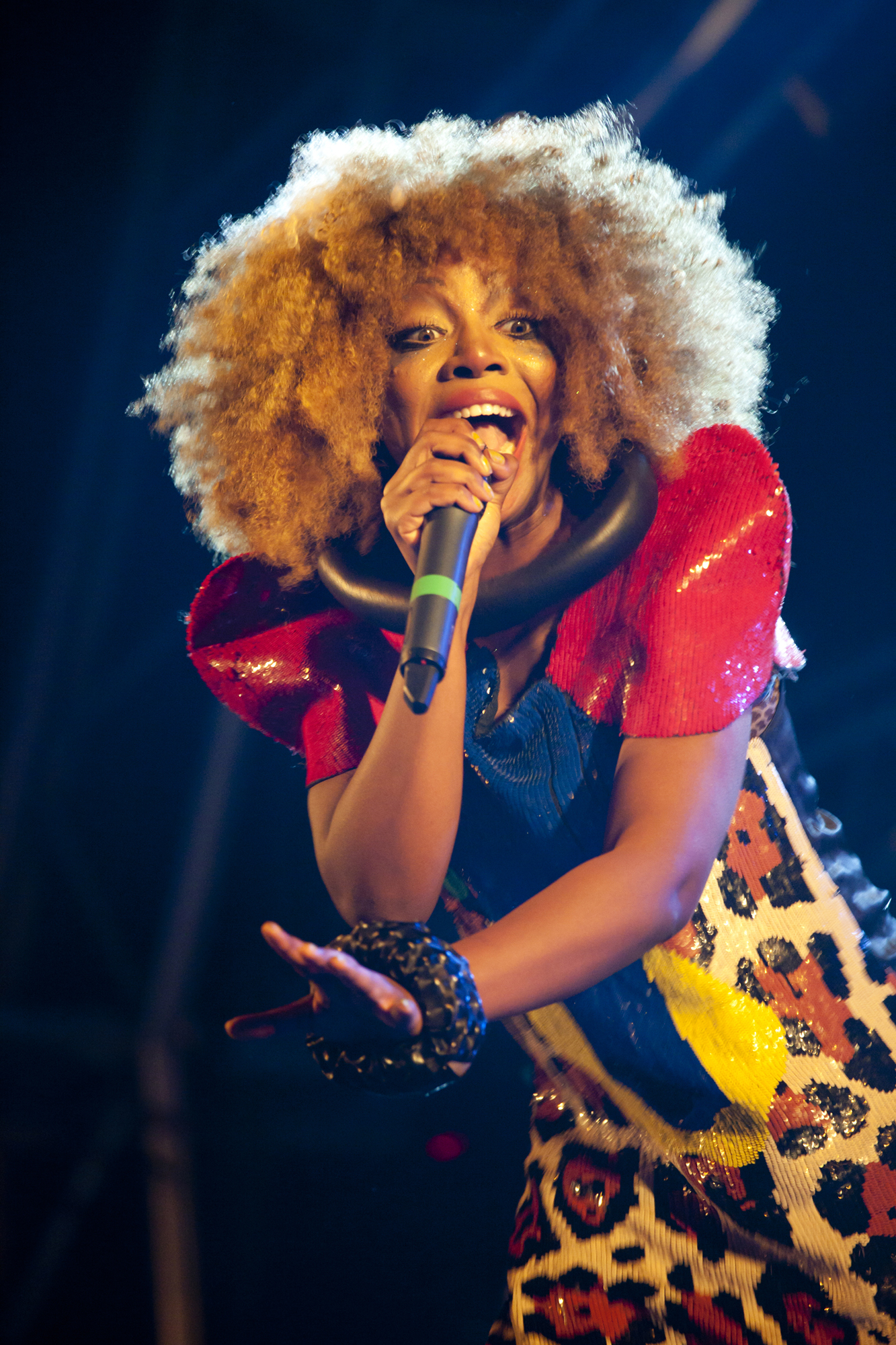
Ebony Bones im Konzert in Barcelona (2010)

Ebony Thomas mit dem Künstlernamen Ebony Bones (* 1982 in London) ist eine britische Schauspielerin, Songwriterin, Sängerin und Musikproduzentin. Sie spielte bis 2005 in der britischen Serie Family Affairs die Rolle der Yasmin Green.

## Leben
Thomas’ Debütalbum Bone Of My Bones erschien im Juli 2009 beim Label PIAS. Ihr Produzent war zunächst Rat Scabies (Chris Millar), der Schlagzeuger von The Damned.
Zu ihrer Band zählen der Gitarrist Geki The Great, der Schlagzeuger Mr. Mendiola, der Trompeter Barry Bones, der Keyboarder Dr. Heptinstall und die Background-Sängerinnen Angie Blue und Helena Of Troy.
Ihr drittes Studioalbum Nephilim erschien am 20. Juli 2018 auf ihrem eigenen Label 1984 Records. Der Internetradiosender ByteFM nannte die Vorabsingle Nephilim eine „Abkehr des von Riot Grrrl beeinflussten Disco-Pop ihrer Vorgängerplatten“.